# Neilonella erebus
Neilonella erebus is een tweekleppigensoort uit de familie van de Neilonellidae. De wetenschappelijke naam van de soort is voor het eerst geldig gepubliceerd in 1959 door A. H. Clarke.